# Dog with a Rope
 (novembre 2017).
Si vous disposez d'ouvrages ou d'articles de référence ou si vous connaissez des sites web de qualité traitant du thème abordé ici, merci de compléter l'article en donnant les références utiles à sa vérifiabilité et en les liant à la section « Notes et références ».
Albums de Will « Quantic » Holland
Death of the Revolution
(2008) Look Around the Corner
(2012)
Dog with a Rope ou Quantic presenta Flowering Inferno: Dog with a Rope est un album studio du musicien et producteur britannique Will « Quantic » Holland, sorti en 2010.

## Production
L'album est enregistré dans son studio Sonido Del Valle à Cali, en Colombie, la ville où il a élu domicile depuis 2007.

## Liste des titres
Toutes les chansons sont écrites et composées par (sauf mention) Will « Quantic » Holland.
| 1.    | Dog With a Rope                                                                   | 3:14 |
| 2.    | Dub y Guaguanco                                                                   | 4:31 |
| 3.    | Swing Easy                                                                        | 2:52 |
| 4.    | Echate Pa'lla (Alternative version)                                               | 3:46 |
| 5.    | Portada del Mar                                                                   | 3:22 |
| 6.    | Cumbia Sobre El Mar (composée en 1962 par l'auteur colombien Rafael Mejia Romani) | 6:17 |
| 7.    | Te Picó el Yaibí (Alternative version)                                            | 4:58 |
| 8.    | No Soy del Valle                                                                  | 4:10 |
| 9.    | Echate Pa'lla                                                                     | 3:54 |
| 10.   | Te Picó el Yaibí                                                                  | 6:24 |
| 43:28 |                                                                                   |      |

| Titre bonus - Édition digitale | Titre bonus - Édition digitale        | Titre bonus - Édition digitale | Titre bonus - Édition digitale | Titre bonus - Édition digitale | Titre bonus - Édition digitale | Titre bonus - Édition digitale | Titre bonus - Édition digitale | Titre bonus - Édition digitale | Titre bonus - Édition digitale |
| No                             | Titre                                 | Durée                          |                                |                                |                                |                                |                                |                                |                                |
| ------------------------------ | ------------------------------------- | ------------------------------ | ------------------------------ | ------------------------------ | ------------------------------ | ------------------------------ | ------------------------------ | ------------------------------ | ------------------------------ |
| 11.                            | Portada del Mar (Alternative version) | 3:11                           |                                |                                |                                |                                |                                |                                |                                |
| 46:39                          |                                       |                                |                                |                                |                                |                                |                                |                                |                                |

| Titres bonus - Édition Japon (Beat Records, Tru Thoughts, 2010) | Titres bonus - Édition Japon (Beat Records, Tru Thoughts, 2010) | Titres bonus - Édition Japon (Beat Records, Tru Thoughts, 2010) | Titres bonus - Édition Japon (Beat Records, Tru Thoughts, 2010) | Titres bonus - Édition Japon (Beat Records, Tru Thoughts, 2010) | Titres bonus - Édition Japon (Beat Records, Tru Thoughts, 2010) | Titres bonus - Édition Japon (Beat Records, Tru Thoughts, 2010) | Titres bonus - Édition Japon (Beat Records, Tru Thoughts, 2010) | Titres bonus - Édition Japon (Beat Records, Tru Thoughts, 2010) | Titres bonus - Édition Japon (Beat Records, Tru Thoughts, 2010) |
| No                                                              | Titre                                                           | Durée                                                           |                                                                 |                                                                 |                                                                 |                                                                 |                                                                 |                                                                 |                                                                 |
| --------------------------------------------------------------- | --------------------------------------------------------------- | --------------------------------------------------------------- | --------------------------------------------------------------- | --------------------------------------------------------------- | --------------------------------------------------------------- | --------------------------------------------------------------- | --------------------------------------------------------------- | --------------------------------------------------------------- | --------------------------------------------------------------- |
| 11.                                                             | Dog With a Rope (Dub)                                           | 2:16                                                            |                                                                 |                                                                 |                                                                 |                                                                 |                                                                 |                                                                 |                                                                 |
| 12.                                                             | No Soy del Valle (Instrumental)                                 | 4:11                                                            |                                                                 |                                                                 |                                                                 |                                                                 |                                                                 |                                                                 |                                                                 |
| 49:55                                                           |                                                                 |                                                                 |                                                                 |                                                                 |                                                                 |                                                                 |                                                                 |                                                                 |                                                                 |

## Personnel

### Membres
- Quantic – chant, guitare
- Conrad Kelly – batterie
- Wilson Viveros – bongos, maracas, timbales

### Équipes technique et production
- Will « Quantic » Holland – production, enregistrement, mixage
- Guy Davie – mastering
- Alfred Hawkins  – design
- Steve Sawyer – design (additionnel)
- Ariane Vallecilla – livret d'album (traduction)
- B+ – photographie
- Robert Luis - A&R